# Bottnischer Meerbusen
Der Bottnische Meerbusen (schwedisch Bottniska viken; finnisch Pohjanlahti) ist der nördliche Ausläufer der Ostsee zwischen Schweden im Westen und Finnland im Osten.
Der Name hängt zusammen mit der schwedischen Bezeichnung für diesen Teil der Ostsee, Botten[-]havet (Boden-Meer). Ob dies die ursprüngliche Bedeutung des Namens ist oder eine volksetymologische Umdeutung, ist unsicher. An ihn grenzen die Landschaften Norrbotten, Västerbotten und Österbotten.

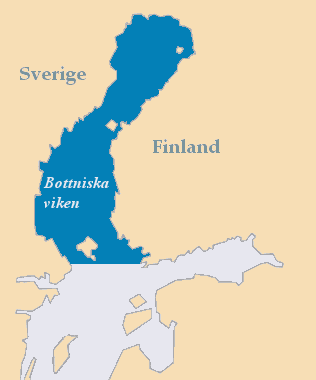
Bottnischer Meerbusen zwischen Schweden und Finnland

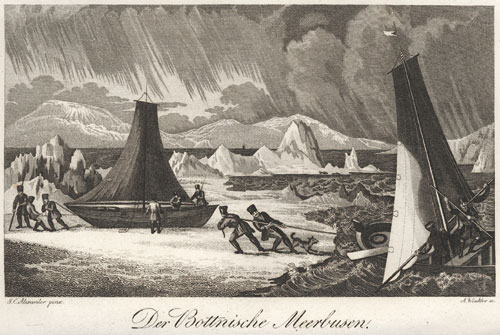
Schiffe auf dem vereisten Bottnischen Meerbusen, um 1830

Da der Bottnische Meerbusen mehrere Monate im Jahr zugefroren ist, hat er für die Schifffahrt eine untergeordnete Bedeutung. Dennoch gibt es einige Hafenstädte, so z. B. Luleå und Oulu.

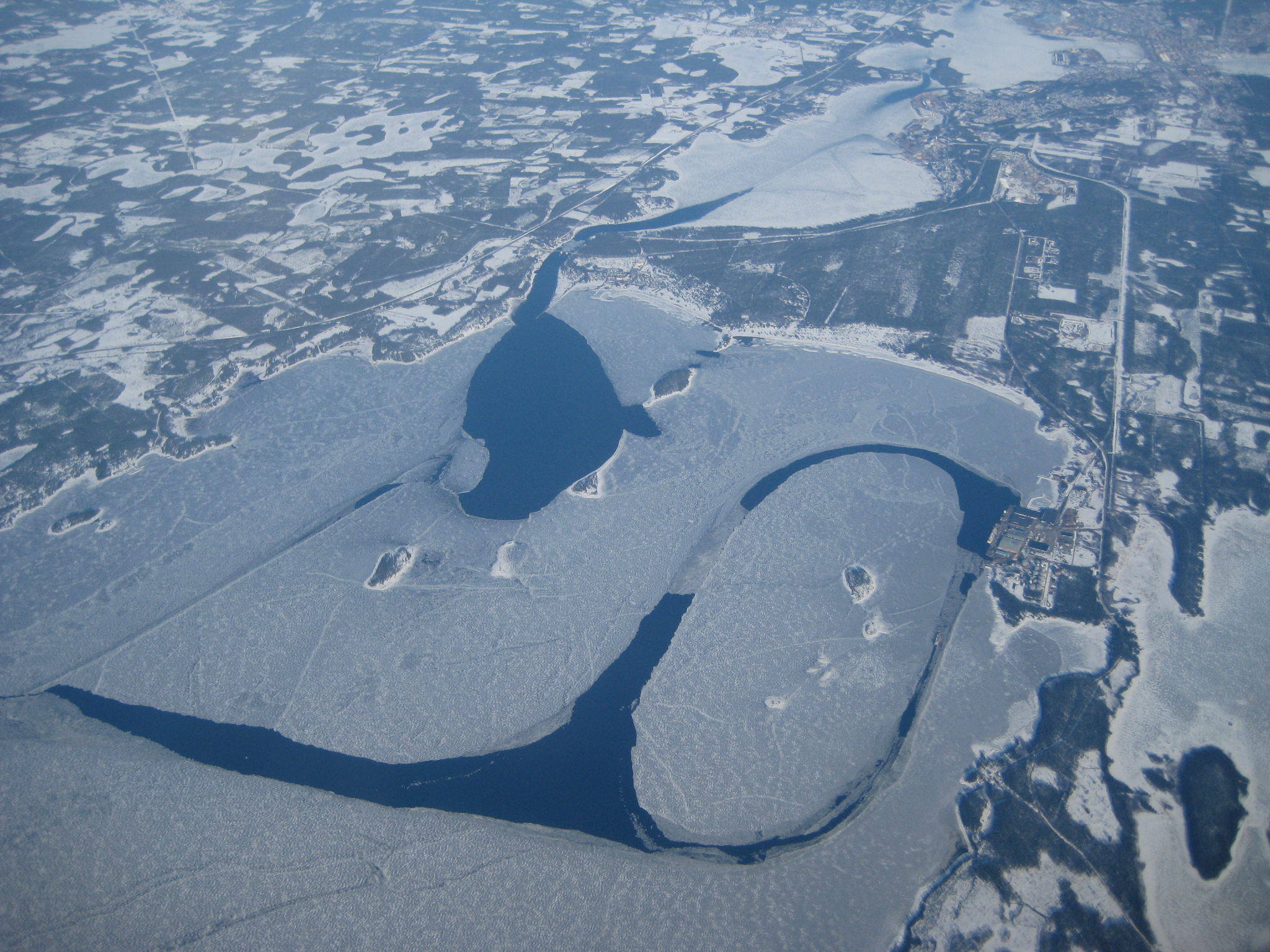
Zugefrorener nordwestlicher Ausläufer „Yttre Fjärden“ des Bottnischen Meerbusens bei Piteå

Nach der Definition der Internationalen Hydrographischen Organisation wird der Bottnische Meerbusen im Süden durch eine Linie begrenzt, die vom Leuchtturm Simpnäsklubb (59°54'N) in Schweden über die südlichsten Åland-Inseln bis nach Hanko (59°49'N) in Finnland reicht. Dieser Definition zufolge sind das Gebiet der zu Finnland gehörigen Ålandinseln, ferner die zwischen dem schwedischen Festland und Åland liegende Ålandsee sowie das vor der Südwestküste Finnlands liegende Schärenmeer Teile des Bottnischen Meerbusens. Nach anderen Definitionen beginnt die Bucht erst nördlich von Åland.
Der Bottnische Meerbusen besteht aus zwei Becken, die von der Meerenge Kvarken getrennt werden: die Bottensee im Süden und die Bottenwiek im Norden. Der Salzgehalt nimmt von Süden nach Norden hin ab. In der Bottensee liegt der Salzgehalt bei ca. 3 g/Liter, womit es sich um Brackwasser handelt. Das Wasser der Bottenwiek ist praktisch Süßwasser. Daher kommen dort auch Süßwasserfische wie Hecht und Barsch vor.
Insgesamt hat der Meerbusen eine Nord-Süd-Ausdehnung von 725 km und die größte Breite beträgt 240 km. An der engsten Stelle im Kvarken sind das schwedische und das finnische Festland etwa 80 km voneinander entfernt. Die Fläche beträgt 117.000 km², was etwa der Fläche der beiden größten deutschen Bundesländer Bayern und Niedersachsen zusammen entspricht. Die Wassermenge beträgt etwa 7.000 km³. Das ist ein Drittel der gesamten Ostsee oder etwa doppelt so viel, wie der Huronsee in Nordamerika enthält.
Die durchschnittliche Tiefe beträgt 60 m und die größte Tiefe wird mit 301 m in der Ålandsee erreicht, was nach dem Landsorttief die zweittiefste Stelle der Ostsee ist. Zählt man die Ålandsee nicht zum Bottnischen Meerbusen, ist die tiefste Stelle mit 295 m vor der Küste bei Härnösand in der Bottensee. Die tiefste Stelle der Bottenwiek ist das Luleå-Tief mit 147 m. 